# Nekrolog 1862
Nekrolog
◄◄
| ◄
| 1858
| 1859
| 1860
| 1861
| 1862 | 1863 | 1864 | 1865 | 1866 | ► | ►►
Weitere Ereignisse | Allgemeiner Nekrolog 1862
Die Beschreibung der verstorbenen Person sollte so kurz wie möglich gehalten sein und nur deren signifikante Tätigkeit(en) enthalten.
Neue Namen ggf. auch unter dem Geburts- und Sterbedatum, also etwa unter 1. Januar und im Geburts- und Sterbejahr (2024) eintragen (nur bei entsprechender großer Wichtigkeit). Für Beispiele siehe die schon vorhandenen Artikel.
Außerdem über die fünf zuletzt Verstorbenen, zu denen es einen ausreichend guten Artikel für eine Präsentation auf der Hauptseite gibt, nach der todesbedingten Überarbeitung der Artikel ggf. auch unter Wikipedia Diskussion:Hauptseite informieren und sie am besten auch in den anderen Wikipedia-Sprachversionen eintragen. Tipp: Regelmäßig bei news.google.de nach „ist tot“, „gestorben“ oder „verstorben“ suchen.
Wenn eine Person gestorben ist, gibt es viele Seiten zu dieser Person in der Wikipedia, die davon auch betroffen sind und entsprechend aktualisiert werden müssen. Beispiele: Namenübersichtsseite, Geburtsjahr, Geburtsort-Seiten und viele mehr.
Wie finde ich die betroffenen Seiten?
Im Suchfeld auf der linken Seite gibt man den Suchbegriff so ein: „Vorname Nachname“. Dann klickt man auf Volltext und alle Seiten mit entsprechendem Suchtext werden aufgerufen. Hier sieht man dann schnell, wo auch das Todesjahr Sinn macht oder sogar ein Teil des Artikels angepasst werden muss. Auch hilft das „Werkzeug“ auf der linken Seite sehr gut, um solche Seiten aufzufinden: „Links auf diese Seite“. Somit ist die Wikipedia wieder aktuell in allen Bereichen! Hinweis: bei Eintragung der Kategorie „Gestorben JAHR“ wird der Missbrauchsfilter 49 ausgelöst, was jedoch nicht schlimm ist. Siehe: Spezial:Missbrauchsfilter/49
Dies ist eine Liste von im Jahr 1862 verstorbenen bekannten Persönlichkeiten. Die Einträge erfolgen innerhalb der einzelnen Daten alphabetisch sortiert. Tiere sind im Nekrolog für Tiere zu finden.

## Januar
| Tag        | Name                                      | Beruf, bekannt als                                                                       | Alter | Beleg |
| ---------- | ----------------------------------------- | ---------------------------------------------------------------------------------------- | ----- | ----- |
| 1. Januar  | Michail Wassiljewitsch Ostrogradski       | russisch-ukrainischer Mathematiker                                                       | 60    |       |
| 3. Januar  | Johann Conrad Bromeis                     | deutscher Chemiker                                                                       | 41    |       |
| 3. Januar  | Fedor von Goldammer                       | Bürgermeister in Grevenbroich und später in Odenkirchen                                  | 52    |       |
| 3. Januar  | John Hemphill                             | US-amerikanischer Jurist und Politiker                                                   | 58    |       |
| 3. Januar  | Gerrit Y. Lansing                         | US-amerikanischer Jurist und Politiker                                                   | 78    |       |
| 4. Januar  | Josef Messner                             | deutscher Schriftsteller und Dichter                                                     | 39    |       |
| 5. Januar  | Franz Joseph Fröhlich                     | deutscher Musikwissenschaftler und Pädagoge                                              | 81    |       |
| 6. Januar  | Julius Caspar Ziegler                     | Schweizer Jurist, Gutsbesitzer und Politiker                                             | 55    |       |
| 8. Januar  | Johannes von Schröder                     | dänisch-deutscher Offizier und Topograph                                                 | 68    |       |
| 9. Januar  | Adolf Ernst Hensel                        | deutscher Jurist und Politiker                                                           | 50    |       |
| 9. Januar  | Pauline Marie Jaricot                     | Gründerin des Werkes der Glaubensverbreitung                                             | 62    |       |
| 10. Januar | Samuel Colt                               | Erfinder der ersten funktionierenden Feuerwaffe mit Drehzylinder                         | 47    |       |
| 10. Januar | Ignaz Stahl                               | österreichischer Schauspieler                                                            | 71    |       |
| 11. Januar | José Santos Guardiola                     | Präsident von Honduras (1856–1862)                                                       | 45    |       |
| 12. Januar | Henry Horn                                | US-amerikanischer Politiker                                                              |       |       |
| 12. Januar | Ignaz von Jaumann                         | deutscher römisch-katholischer Geistlicher, Domdekan in Rottenburg und Altertumsforscher | 83    |       |
| 12. Januar | Jørgen Herman Vogt                        | Jurist und Politiker, Mitglied des Storting, Erster Staatsrat                            | 77    |       |
| 13. Januar | M. E. Carn                                | US-amerikanischer Politiker                                                              | 53    |       |
| 14. Januar | August von Jetzer                         | österreichischer Feldmarschall-Leutnant                                                  | 72    |       |
| 16. Januar | Manuel da Silva Passos                    | portugiesischer Rechtsanwalt und Politiker                                               | 61    |       |
| 17. Januar | Ludwig Rumpf                              | deutscher Chemiker und Mineraloge                                                        | 68    |       |
| 18. Januar | Calvin Britain                            | US-amerikanischer Politiker                                                              |       |       |
| 18. Januar | James Calkin                              | englischer Organist, Pianist, Geiger und Komponist                                       | 75    |       |
| 18. Januar | John Tyler                                | US-amerikanischer Politiker, 10. Präsident der USA (1841–1845)                           | 71    |       |
| 19. Januar | Felix Zollicoffer                         | US-amerikanischer Politiker, Offizier der Konföderierten im Bürgerkrieg                  | 49    |       |
| 20. Januar | Johan Gustaf Ruckman                      | schwedischer Kupferstecher                                                               | 81    |       |
| 20. Januar | John Crompton Weems                       | US-amerikanischer Politiker                                                              |       |       |
| 21. Januar | Božena Němcová                            | tschechische Schriftstellerin                                                            | 41    |       |
| 23. Januar | Anton Friedrich Hohl                      | deutscher Arzt                                                                           | 72    |       |
| 23. Januar | Karl Cäsar von Leonhard                   | deutscher Mineraloge                                                                     | 82    |       |
| 23. Januar | Willem Hendrik de Vriese                  | niederländischer Mediziner und Botaniker                                                 | 55    |       |
| 24. Januar | Heinrich von Levitschnigg                 | österreichischer Schriftsteller und Journalist                                           | 51    |       |
| 24. Januar | Johann Heinrich Christian Friedrich Sturm | deutscher Ornithologe und Kupferstecher                                                  | 56    |       |
| 24. Januar | John C. Wright                            | US-amerikanischer Jurist und Politiker                                                   |       |       |
| 25. Januar | Modesto Cortázar                          | Ministerpräsident von Spanien                                                            | 78    |       |
| 25. Januar | Adolf Hauser                              | Schweizer Politiker                                                                      | 50    |       |
| 27. Januar | Paul Josef Nardini                        | deutscher Priester (römisch-katholisch)                                                  | 40    |       |
| 29. Januar | Johann Christian von Düring der Jüngere   | deutscher Forstbeamter und Freikorps-Offizier                                            | 69    |       |
| 29. Januar | Samuel Atkins Eliot                       | US-amerikanischer Politiker                                                              | 63    |       |
| 29. Januar | Johann Baptist Friedreich                 | deutscher Gerichtsmediziner                                                              | 65    |       |
| 29. Januar | Friedrich Georg Leonhard Schrödter        | Forstmann                                                                                | 75    |       |
| 30. Januar | Gaspare Bernardo Pianetti                 | italienischer Kardinal                                                                   | 81    |       |
| 30. Januar | Wilhelm von Zedlitz-Neukirch              | deutscher Standesherr und Politiker                                                      | 76    |       |
| Januar     | Alexandru II Ghica                        | walachischer Gospodar und rumänischer Politiker                                          | 66    |       |

## Februar
| Tag         | Name                                   | Beruf, bekannt als                                                                                  | Alter | Beleg |
| ----------- | -------------------------------------- | --------------------------------------------------------------------------------------------------- | ----- | ----- |
| 2. Februar  | Rudolph Suhrlandt                      | deutscher Porträtmaler und Lithograph                                                               | 80    |       |
| 3. Februar  | Jean-Baptiste Biot                     | französischer Physiker und Mathematiker                                                             | 87    |       |
| 3. Februar  | Carl Ludwig Blume                      | deutsch-niederländischer Botaniker                                                                  | 65    |       |
| 3. Februar  | Gustav Joachim von Lamberg             | österreichischer Adliger und 6. Fürst von Lamberg                                                   | 49    |       |
| 4. Februar  | Heinrich Schmückert                    | deutscher Generalpostdirektor                                                                       | 71    |       |
| 5. Februar  | Ignaz Franz Castelli                   | österreichischer Dichter und Dramatiker                                                             | 80    |       |
| 5. Februar  | Joseph Gangkofner                      | deutscher Mediziner und Politiker                                                                   | 57    |       |
| 5. Februar  | Martin Joseph von Reider               | deutscher Zeichenlehrer, Heimatforscher und Kunstsammler                                            | 68    |       |
| 6. Februar  | Louis Joseph Seutin                    | belgischer Arzt und Chirurg                                                                         | 68    |       |
| 7. Februar  | Ignaz Denzinger                        | bayerischer Historiker                                                                              | 79    |       |
| 7. Februar  | Francisco Martínez de la Rosa          | spanischer Schriftsteller                                                                           | 74    |       |
| 7. Februar  | Prosper Menière                        | französischer Arzt                                                                                  | 62    |       |
| 7. Februar  | František Škroup                       | tschechischer Komponist und Dirigent                                                                | 60    |       |
| 8. Februar  | Elisha D. Cullen                       | US-amerikanischer Politiker                                                                         | 62    |       |
| 8. Februar  | Jakob Radlkofer                        | bayerischer Jurist, Stadtrat von München                                                            | 73    |       |
| 10. Februar | Ferdinand Zech von Deybach             | bayerischer Generalmajor                                                                            | 75    |       |
| 10. Februar | Joseph Klein                           | deutscher Musiklehrer und Komponist                                                                 | ≈60   |       |
| 10. Februar | Jacques Rothmüller                     | Landschaftsmaler, Zeichner und Lithograph                                                           | 57    |       |
| 11. Februar | Christian Bansa                        | Landtagsabgeordneter Großherzogtum Hessen und Minister in Hessen-Homburg                            | 70    |       |
| 11. Februar | Elizabeth Eleanor Siddal               | englische Malerin                                                                                   | 32    |       |
| 11. Februar | Bernardus Franciscus Suerman           | niederländischer Mediziner                                                                          | 78    |       |
| 11. Februar | Christian Franz von Weber              | bayerischer Offizier, zuletzt Generalleutnant und Hofmarschall                                      | 76    |       |
| 12. Februar | Friedrich Wilhelm Curtius              | deutscher Chemie-Unternehmer                                                                        | 79    |       |
| 13. Februar | Lewis Maxwell                          | US-amerikanischer Politiker                                                                         | 71    |       |
| 13. Februar | Leopold Schefer                        | deutscher Dichter und Komponist                                                                     | 77    |       |
| 13. Februar | Amalie Struve                          | deutsche radikaldemokratische Revolutionärin der Märzrevolution, Frauenrechtlerin, Schriftstellerin | 37    |       |
| 14. Februar | Franz von Erdmann                      | Philologe und Orientalist                                                                           | 68    |       |
| 14. Februar | Karl von Smola                         | österreichischer Offizier                                                                           | 59    |       |
| 14. Februar | David Sprüngli                         | Schweizer Zuckerbäcker und Chocolatier                                                              | 85    |       |
| 15. Februar | Heinrich Adam                          | deutscher Radierer und Landschaftsmaler                                                             | 74    |       |
| 15. Februar | William Appleton                       | US-amerikanischer Politiker                                                                         | 75    |       |
| 16. Februar | Johann Baptist Haggenmüller            | Heimatforscher und Mitglied der Frankfurter Nationalversammlung                                     | 69    |       |
| 16. Februar | Emil Harleß                            | deutscher Mediziner und Physiologe                                                                  | 41    |       |
| 16. Februar | William Pennington                     | US-amerikanischer Politiker                                                                         | 65    |       |
| 18. Februar | Pierre Fidèle Bretonneau               | französischer Arzt                                                                                  | 83    |       |
| 18. Februar | Johann Alois Fietzek                   | katholischer Geistlicher                                                                            | 71    |       |
| 20. Februar | Francisco Balagtas                     | tagalischer Dichter und Schriftsteller                                                              | 73    |       |
| 21. Februar | Justinus Kerner                        | deutscher Dichter und Arzt                                                                          | 75    |       |
| 21. Februar | Johann Gottfried Kumpf                 | Kärntner Arzt und Publizist                                                                         | 80    |       |
| 22. Februar | James Burton                           | britischer Archäologe                                                                               | 73    |       |
| 22. Februar | Franz von Pillersdorf                  | österreichischer Staatsmann                                                                         | 75    |       |
| 23. Februar | Serafín María de Soto                  | Regierungspräsident von Spanien, Militärhistoriker                                                  | 69    |       |
| 24. Februar | Franz Jakob Clemens                    | deutscher Philosoph und Schriftsteller                                                              | 46    |       |
| 24. Februar | Bernhard Severin Ingemann              | dänischer Schriftsteller                                                                            | 72    |       |
| 25. Februar | Emanuel Hecht                          | bayerischer Lehrer und Schulbuchautor                                                               |       |       |
| 25. Februar | Edmund Henry Pendleton                 | US-amerikanischer Jurist und Politiker                                                              |       |       |
| 26. Februar | Cornelius Conway Felton                | US-amerikanischer Literaturwissenschaftler                                                          | 54    |       |
| 26. Februar | Heinrich von Künßberg                  | deutscher bayerischer Politiker                                                                     | 61    |       |
| 26. Februar | Alwin Martens                          | deutscher Turner                                                                                    | 29    |       |
| 27. Februar | Gabriel von der Schmerzhaften Jungfrau | italienischer Ordensmann und Heiliger                                                               | 23    |       |
| 28. Februar | Johann August Rösler                   | deutscher Philosoph, Prediger und Schuldirektor                                                     | 83    |       |

## März
| Tag      | Name                                         | Beruf, bekannt als                                                                                        | Alter | Beleg |
| -------- | -------------------------------------------- | --- | ----- | ----- |
| 1. März  | Peter Barlow                                 | britischer Mathematiker und Physiker                                                                      | 85    |       |
| 1. März  | Franz Friedrich Freudenberger                | Schweizer Künstler                                                                                        | 57    |       |
| 1. März  | Sidonie von Sachsen                          | Herzogin von Sachsen, Tochter König Johanns                                                               | 27    |       |
| 2. März  | Iwan Iwanowitsch Panajew                     | russischer Schriftsteller und Publizist                                                                   | 49    |       |
| 3. März  | Auguste Reuß zu Köstritz                     | durch Heirat Großherzogin von Mecklenburg                                                                 | 39    |       |
| 3. März  | Andreas Gottlob Rudelbach                    | dänischer lutherischer Theologe                                                                           | 69    |       |
| 5. März  | Josef Eichberger senior                      | deutscher Opernsänger (Sopran, Bass, Tenor) und Opernregisseur sowie Theaterintendant und Gesangspädagoge | 60    |       |
| 5. März  | Christina Antonietta Cornelia Vetterlein     | bayerische Beamtentochter                                                                                 | 49    |       |
| 5. März  | Franz Xaver Nippel von Weyerheim             | österreichischer Jurist                                                                                   | 75    |       |
| 6. März  | Franz Schebek                                | österreichischer Baumeister und Politiker                                                                 | 47    |       |
| 7. März  | Carl Hoff                                    | deutscher Zeichner, Kupferstecher, Lithograph und Miniaturmaler                                           | 54    |       |
| 7. März  | Albert Seerig                                | deutscher Chirurg und Hochschullehrer; Rektor der Albertus-Universität                                    | 64    |       |
| 8. März  | Ferdinand von Biedenfeld                     | deutscher Dichter, Dramaturg und Publizist                                                                | 73    |       |
| 8. März  | Christian Friedrich Kling                    | deutscher Theologe, Geistlicher und Hochschullehrer                                                       | 61    |       |
| 8. März  | Johann Michael Weinkopf                      | österreichischer Sänger (Bass) und Schauspieler                                                           | 81    |       |
| 9. März  | Johann Friedrich Ludwig Engelhard            | Schweizer Politiker und Arzt                                                                              | 78    |       |
| 9. März  | Antonie Leißring                             | deutsche Sängerin (Sopran)                                                                                |       |       |
| 9. März  | Eduard von Yrsch                             | bayerischer Adeliger, Reichsrat und Hofbeamter                                                            | 64    |       |
| 10. März | Pieter Van Hanselaere                        | belgischer Porträt- und Historienmaler                                                                    | 75    |       |
| 10. März | Rafael Guillermo Urdaneta                    | venezolanischer General, Präsidentschaftskandidat und Politiker                                           | 39    |       |
| 12. März | Ignatz Lieben                                | österreichischer Kaufmann und Bankier                                                                     | 57    |       |
| 12. März | Gustave Vaëz                                 | belgischer Dramatiker, Librettist und Übersetzer                                                          | 49    |       |
| 13. März | Christian Friedrich Lessing                  | deutscher Botaniker                                                                                       | 52    |       |
| 14. März | Friedrich Wilhelm Brederlo                   | deutsch-baltischer Kaufmann, Ratsherr der Stadt Riga, Kunstsammler und Mäzen                              | 82    |       |
| 14. März | Andreas Fortner                              | böhmischer Silberschmied, Maler, Lithograph und Ziseleur                                                  | 52    |       |
| 15. März | Benedicta Riepp                              | deutsche Benediktinerin                                                                                   | 36    |       |
| 15. März | Henry Scheffer                               | französischer Maler                                                                                       | 63    |       |
| 15. März | Francesco Valentini                          | italienischer Sprachlehrer, Italianist und Lexikograf, der in Deutschland wirkte                          | 72    |       |
| 16. März | Hermann Umpfenbach                           | deutscher Mathematiker                                                                                    | 64    |       |
| 16. März | Joseph Christian von Zedlitz                 | österreichischer Offizier und Dichter                                                                     | 72    |       |
| 17. März | Fromental Halévy                             | französischer Komponist                                                                                   | 62    |       |
| 17. März | Jan Adam Kruseman                            | niederländischer Porträtmaler und Kunstpädagoge                                                           | 58    |       |
| 17. März | Franz Schlik zu Bassano und Weißkirchen      | österreichischer General                                                                                  | 72    |       |
| 19. März | Friedrich Wilhelm von Schadow                | deutscher Maler                                                                                           | 73    |       |
| 19. März | Johann Ludwig Carl Zincken                   | deutscher Mineraloge und Bergbaudirektor                                                                  | 70    |       |
| 20. März | Christian Nicolaus von Evers                 | Bürgermeister der Hansestadt Lübeck                                                                       | 86    |       |
| 21. März | Friedrich Carl Hector Wilhelm von Günderrode | deutscher Jurist und Politiker                                                                            | 75    |       |
| 21. März | Thomas Taber II.                             | US-amerikanischer Politiker                                                                               | 76    |       |
| 21. März | Philippe André de Vilmorin                   | französischer Gartenbauer und Dendrologe                                                                  | 85    |       |
| 21. März | Alfred I. zu Windisch-Graetz                 | österreichischer Feldmarschall                                                                            | 74    |       |
| 22. März | Ludwig von Wallmoden-Gimborn                 | österreichischer General der Kavallerie                                                                   | 93    |       |
| 23. März | Sophie Adlersparre                           | schwedische Malerin                                                                                       | 54    |       |
| 23. März | Ernst Most                                   | deutscher Landwirt und Mitglied der kurhessischen Ständeversammlung                                       | 58    |       |
| 23. März | Karl Robert von Nesselrode                   | russischer Diplomat und Staatsmann                                                                        | 81    |       |
| 24. März | Johann Georg Michael                         | evangelischer Pfarrer und Landtagsabgeordneter                                                            | 57    |       |
| 24. März | Joachim Steetz                               | Mediziner und Botaniker in Hamburg                                                                        | 57    |       |
| 24. März | Wilhelm Titel                                | deutscher Maler, akademischer Zeichenlehrer an der Universität Greifswald                                 | 78    |       |
| 25. März | Eduard Julius Jungmann                       | deutscher Hauptmann im Schleswig-Holsteinischen Krieg                                                     | 46    |       |
| 27. März | Vasile Erdely                                | ungarischer Geistlicher                                                                                   | 67    |       |
| 27. März | Joseph Wenzel von Hampe                      | Österreichischer k.k. Bergrat und k.k. Sektionsrat                                                        | 71    |       |
| 29. März | José Mariano Felipe Gálvez                   | Politiker in der Provinz Guatemala                                                                        |       |       |
| 30. März | Pavao Štoos                                  | kroatischer Dichter, Priester und eine der bedeutendsten Personen der Illyrischen Bewegung in Kroatien    | 55    |       |
| 31. März | Jakob Ginzel                                 | böhmischer Maler                                                                                          | 69    |       |
| 31. März | John Miller                                  | US-amerikanischer Politiker                                                                               | 87    |       |

## April
| Tag       | Name                                        | Beruf, bekannt als                                                                               | Alter | Beleg |
| --------- | ------------------------------------------- | ------------------------------------------------------------------------------------------------ | ----- | ----- |
| 2. April  | James Elmes                                 | englischer Architekt und Bauingenieur                                                            | 79    |       |
| 3. April  | James Clark Ross                            | britischer Entdecker und Seefahrer                                                               | 61    |       |
| 4. April  | Thomas Buchecker Cooper                     | US-amerikanischer Politiker                                                                      | 38    |       |
| 4. April  | Christopher Harrison                        | US-amerikanischer Politiker                                                                      | 86    |       |
| 4. April  | Harmen Sytses Sytstra                       | westfriesischer Dichter                                                                          | 45    |       |
| 5. April  | Barend Cornelis Koekkoek                    | niederländischer Kunstmaler                                                                      | 58    |       |
| 5. April  | Jakob Robert Steiger                        | Schweizer Arzt und Politiker                                                                     | 60    |       |
| 6. April  | Albert S. Johnston                          | General im Heer der Konföderierten Staaten                                                       | 59    |       |
| 6. April  | Fitz-James O’Brien                          | irischer Schriftsteller                                                                          | 33    |       |
| 7. April  | Antoine Simon Durrieu                       | französischer Politiker und General                                                              | 86    |       |
| 7. April  | Marie-Joséphine-Louise de Montaut-Navailles | französischer Adlige und Hofdame                                                                 | 88    |       |
| 8. April  | Wilhelm Braune                              | schlesischer Gutsbesitzer und Verwaltungsbeamter                                                 | 48    |       |
| 8. April  | Johann Taurer                               | österreichischer Landwirt und Politiker, Landtagsabgeordneter                                    | 69    |       |
| 9. April  | Johann Endfelder                            | österreichischer Maler                                                                           |       |       |
| 9. April  | Richardson A. Scurry                        | US-amerikanischer Jurist und Politiker                                                           | 50    |       |
| 10. April | Wilhelm Nordeck zur Rabenau                 | deutscher Forstmeister und Abgeordneter                                                          | 63    |       |
| 12. April | Theodore Frelinghuysen                      | US-amerikanischer Politiker und Jurist                                                           | 75    |       |
| 12. April | Adley Hogan Gladden                         | Brigadegeneral der Armee der Konföderierten Staaten von Amerika im Sezessionskrieg               | 51    |       |
| 12. April | Franz Xaver Gruber                          | österreichischer Blumenmaler                                                                     | 60    |       |
| 15. April | Frederick William Hope                      | englischer Entomologe                                                                            | 65    |       |
| 15. April | Jakob von der Kuhlen                        | deutscher evangelischer Theologe und Präses der Märkischen Gesamtsynode                          | 85    |       |
| 16. April | Max Samuel von Mayer                        | deutscher Advokat und Rechtsgelehrter; Rektor in Tübingen                                        | 65    |       |
| 17. April | Theodor von Hallberg-Broich                 | deutscher Schriftsteller, Forschungsreisender und Exzentriker                                    | 93    |       |
| 17. April | Jakob Isler                                 | Schweizer Politiker                                                                              | 52    |       |
| 17. April | William Wilson                              | schottischer Maschineningenieur und Lokführer der ersten deutschen Eisenbahn                     | 52    |       |
| 18. April | Gerhard Bonnier                             | deutscher Verleger                                                                               | 83    |       |
| 18. April | Johann Engelbrecht Christoph von Grünewaldt | russischer Zivilgouverneur von Estland und Ritterschaftshauptmann der Estländischen Ritterschaft | 66    |       |
| 18. April | Johann Daniel Wilhelm Hartmann              | Schweizer Maler, Kupferstecher und Malakologe                                                    | 69    |       |
| 19. April | Louis P. Harvey                             | US-amerikanischer Politiker                                                                      | 41    |       |
| 20. April | Richard Kidder Meade                        | US-amerikanischer Politiker                                                                      | 58    |       |
| 22. April | Josef Offner                                | österreichischer Unternehmer und Politiker, Landtagsabgeordneter                                 | 60    |       |
| 24. April | Friedrich Busse                             | deutscher Betriebsdirektor                                                                       | 68    |       |
| 24. April | Ernst Deecke                                | Lübecker Polyhistor                                                                              | 56    |       |
| 24. April | Julius Wilhelm Oelsner                      | deutscher Unternehmer, Abgeordneter in der Frankfurter Nationalversammlung                       | 61    |       |
| 25. April | Jacob von Roeser                            | deutscher Arzt, Leibarzt und Reisender                                                           | 62    |       |
| 26. April | Heinrich Philipp Cappe                      | deutscher Numismatiker                                                                           |       |       |
| 28. April | Josef Arnold der Jüngere                    | österreichischer Freskenmaler und Portraitmaler                                                  |       |       |
| 28. April | Edmund Götz                                 | österreichischer Ordensgeistlicher und Politiker                                                 | 70    |       |
| 28. April | Johann Heinrich Traugott Müller             | deutscher Mathematiker                                                                           | 64    |       |
| 28. April | Wilhelm Nienstädt                           | preußischer Prinzenerzieher und Schriftsteller                                                   | 77    |       |
| 29. April | Karoline von Freystedt                      | Hofdame der badischen Erbprinzessin Amalie                                                       | 87    |       |
| 29. April | Christoph Ludwig Köberlin                   | deutscher evangelisch-reformierter Pfarrer und Botaniker                                         | 68    |       |
| 30. April | Churchill C. Cambreleng                     | US-amerikanischer Politiker                                                                      | 75    |       |

## Mai
| Tag     | Name                                              | Beruf, bekannt als                                                                                         | Alter | Beleg |
| ------- | ------------------------------------------------- | --- | ----- | ----- |
| 1. Mai  | Johann Wilhelm Hundeiker                          | deutscher Kaufmann und Politiker, MdHB                                                                     | 41    |       |
| 2. Mai  | Jacobus Ludovicus Conradus Schroeder van der Kolk | niederländischer Mediziner                                                                                 | 65    |       |
| 3. Mai  | Amancio Alcorta                                   | argentinischer Komponist und Politiker                                                                     | 56    |       |
| 3. Mai  | Robert Eden Scott                                 | US-amerikanischer Politiker                                                                                | 54    |       |
| 4. Mai  | Carl Rolas du Rosey                               | preußischer Generalmajor und Kunstsammler                                                                  | 77    |       |
| 5. Mai  | George Taliaferro Ward                            | US-amerikanischer Politiker und Offizier in der Konföderiertenarmee                                        |       |       |
| 6. Mai  | Heinrich Böcking                                  | deutscher Bergrat und Bürgermeister in Saarbrücken                                                         | 76    |       |
| 6. Mai  | Ange Hyacinthe Maxence de Damas                   | französischer General und Staatsmann                                                                       | 76    |       |
| 6. Mai  | Henry David Thoreau                               | US-amerikanischer Schriftsteller und Philosoph                                                             | 44    |       |
| 8. Mai  | Goldsmith Bailey                                  | US-amerikanischer Politiker                                                                                | 38    |       |
| 9. Mai  | Theodor Bilharz                                   | deutscher Mediziner und Naturwissenschaftler                                                               | 37    |       |
| 9. Mai  | Bernhard Friedrich Fischer                        | Schweizer Politiker                                                                                        | 54    |       |
| 9. Mai  | Antoine Jean-Louis Galland                        | Schweizer evangelischer Geistlicher und Hochschullehrer                                                    | 70    |       |
| 9. Mai  | Carl Quentin                                      | preußischer Staatsbeamter, Politiker (Demokratische Bewegung), Reiseschriftsteller und Senator (Wisconsin) | 51    |       |
| 10. Mai | Carl Stegmayer                                    | österreichischer Montanist und Schriftsteller                                                              | 62    |       |
| 10. Mai | Wilhelm Telle                                     | deutscher Komponist und Musikdirektor                                                                      | 63    |       |
| 11. Mai | Traugott Wilhelm Gustav Benedict                  | deutscher Mediziner und Hochschullehrer in Breslau                                                         | 76    |       |
| 11. Mai | William Giles                                     | englisch-australischer Politiker und Manager                                                               | 70    |       |
| 11. Mai | Samuel Hall                                       | US-amerikanischer Politiker                                                                                | 64    |       |
| 11. Mai | Niels Matthias Petersen                           | dänischer Sprachwissenschaftler, Literaturwissenschaftler (Skandinavistik) und Historiker                  |       |       |
| 11. Mai | Samuel Finley Vinton                              | US-amerikanischer Politiker                                                                                | 69    |       |
| 12. Mai | Karl Feige                                        | deutscher Theaterschauspieler, Theaterregisseur, Dramaturg und Theaterintendant                            | 81    |       |
| 13. Mai | Germain Metternich                                | deutscher Politiker, Revolutionär                                                                          | 51    |       |
| 13. Mai | Fredric Westin                                    | schwedischer Maler                                                                                         | 79    |       |
| 14. Mai | Joseph Brodtmann                                  | Schweizer Künstler, Lithograf und Publizist                                                                | 75    |       |
| 14. Mai | Charles Jared Ingersoll                           | US-amerikanischer Politiker                                                                                | 79    |       |
| 15. Mai | Valentin von Schübler                             | württembergischer Bergrat und Münzwardein                                                                  | 67    |       |
| 15. Mai | Kurt Alexander Winkler                            | deutscher Chemiker und Metallurge                                                                          | 67    |       |
| 16. Mai | Aurelio Bianchi-Giovini                           | italienischer Journalist und Historiker                                                                    | 62    |       |
| 16. Mai | Franz Joseph Herold                               | deutscher Priester und Bischöflicher Offizial                                                              | 74    |       |
| 16. Mai | Jan Baptist van der Hulst                         | belgischer Porträt- und Historienmaler und Lithograf                                                       | 72    |       |
| 16. Mai | Edward Gibbon Wakefield                           | britischer Staatsmann                                                                                      | 66    |       |
| 16. Mai | Thomas Wakley                                     | britischer Arzt und Politiker, Mitglied des House of Commons, Gründer einer Fachzeitschrift (The Lancet)   | 66    |       |
| 18. Mai | Wilhelm Irmer                                     | deutscher Lehrer und Volksliedsammler                                                                      | 59    |       |
| 18. Mai | William High Keim                                 | US-amerikanischer Offizier und Politiker                                                                   | 48    |       |
| 20. Mai | Willem Hekking                                    | niederländischer Maler                                                                                     | 66    |       |
| 21. Mai | Edwin Pearce Christy                              | US-amerikanischer Komponist, Sänger, Schauspieler und Theaterproduzent                                     | 46    |       |
| 22. Mai | Anton Ortner                                      | österreichischer Architekt                                                                                 | 86    |       |
| 24. Mai | Giacomo Luvini                                    | Schweizer Politiker und Offizier                                                                           | 67    |       |
| 24. Mai | Armand Toussaint                                  | französischer Bildhauer des 19. Jahrhunderts                                                               | 56    |       |
| 25. Mai | Juana Azurduy de Padilla                          | lateinamerikanische Freiheitskämpferin                                                                     |       |       |
| 25. Mai | Mathilde Karoline von Bayern                      | Prinzessin von Bayern                                                                                      | 48    |       |
| 25. Mai | Gustav Heynhold                                   | deutscher Botaniker                                                                                        |       |       |
| 25. Mai | Johann Nestroy                                    | österreichischer Dramatiker, Schauspieler und Opernsänger                                                  | 60    |       |
| 25. Mai | Daniel Heinrich Stephan                           | Bürgermeister und Mitglied der kurhessischen Ständeversammlung                                             | 58    |       |
| 26. Mai | Lewis Condict                                     | US-amerikanischer Politiker                                                                                | 90    |       |
| 27. Mai | Joseph Miller                                     | US-amerikanischer Politiker                                                                                | 42    |       |
| 28. Mai | Lew Alexandrowitsch Mei                           | russischer Dichter                                                                                         | 40    |       |
| 29. Mai | Henry Thomas Buckle                               | englischer Historiker und Schachspieler                                                                    | 40    |       |
| 29. Mai | Ludwig Ernst Gebhardi                             | deutscher Organist                                                                                         | 75    |       |
| 29. Mai | Franciszek Mirecki                                | polnischer Komponist                                                                                       | 71    |       |
| 29. Mai | Franz von Schmück                                 | österreichischer Verwaltungsjurist und Politiker                                                           | 64    |       |
| 30. Mai | Jan Gerrit Hulleman                               | niederländischer Literaturwissenschaftler                                                                  | 47    |       |
| 31. Mai | Robert H. Hatton                                  | US-amerikanischer Politiker                                                                                | 35    |       |
| 31. Mai | Sydenham Moore                                    | US-amerikanischer Offizier, Rechtsanwalt, Richter und Politiker                                            | 45    |       |
| Mai     | Alexandre-François Caminade                       | französischer Maler                                                                                        | 78    |       |

## Juni
| Tag      | Name                                      | Beruf, bekannt als                                                                           | Alter | Beleg |
| -------- | ----------------------------------------- | -------------------------------------------------------------------------------------------- | ----- | ----- |
| 5. Juni  | Charles Henry Kettle                      | englischer Landvermesser, Planer und Politiker in Dunedin, Neuseeland                        | 41    |       |
| 6. Juni  | Turner Ashby                              | General der Konföderierten Staaten von Amerika im Amerikanischen Bürgerkrieg                 | 33    |       |
| 6. Juni  | Thomas Dyer                               | US-amerikanischer Politiker                                                                  | 57    |       |
| 8. Juni  | Hermenegild von Francesconi               | österreichischer Eisenbahningenieur, Generaldirektor der österreichischen Staatsbahnen       | 66    |       |
| 9. Juni  | Carl Wilhelm Christian Arndts             | deutscher Beamter und preußischer Abgeordneter                                               | 53    |       |
| 10. Juni | Franz Wilhelm August Göler von Ravensburg | badischer Generalmajor und Militärschriftsteller                                             | 53    |       |
| 10. Juni | Johann Hermann Koch                       | Minister im Kurfürstentum Hessen                                                             | 67    |       |
| 10. Juni | Joseph Wilhelm Pero                       | deutscher Maler und Fotopionier                                                              | 53    |       |
| 11. Juni | Rudolph Friedrich Christian Hergt         | deutscher Unternehmer und Verleger                                                           | 72    |       |
| 12. Juni | Joseph Johann Knolz                       | österreichischer Mediziner und Verwaltungsbeamter                                            | 71    |       |
| 12. Juni | Adolph von Malapert-Neufville             | Amtmann, Abgeordneter, Regierungsdirektor im Herzogtum Nassau                                | 75    |       |
| 13. Juni | August Milarch                            | deutscher Lehrer und Pfarrer                                                                 | 75    |       |
| 15. Juni | Thaddäus Rabusky                          | oberpfälzischer Kirchenmaler                                                                 | 86    |       |
| 17. Juni | Dominique Beck                            | Landtagsabgeordneter Großherzogtum Hessen                                                    | 90    |       |
| 17. Juni | Charles Canning, 1. Earl Canning          | britischer Staatsmann                                                                        | 49    |       |
| 18. Juni | Jean-Baptiste Pallegoix                   | französischer Apostolischer Vikar                                                            | 56    |       |
| 19. Juni | Leopold Lenz                              | deutscher Opernsänger (Bassbariton) und Komponist                                            | 57    |       |
| 20. Juni | Lambert Joseph von Babo                   | deutscher Agronom und Vinologe                                                               | 71    |       |
| 20. Juni | Barbu Catargiu                            | rumänischer Politiker, Ministerpräsident des Landes                                          | 54    |       |
| 20. Juni | Fanny Tarnow                              | deutsche Schriftstellerin                                                                    | 82    |       |
| 24. Juni | Karl Friedrich Breitfeld                  | deutsch-böhmischer Unternehmer und Großindustrieller                                         | 64    |       |
| 24. Juni | Theodor Heinrich Wiedemann                | Bürgermeister und Abgeordneter                                                               | 54    |       |
| 25. Juni | Daniel Fohr                               | deutscher Maler                                                                              | 61    |       |
| 26. Juni | Johann Heinrich Franz                     | deutscher Notar und Politiker                                                                | 49    |       |
| 26. Juni | Konrad Lomb                               | Domdechant im Bistum Fulda                                                                   | 57    |       |
| 27. Juni | Samuel Watson Black                       | US-amerikanischer Politiker                                                                  | 45    |       |
| 27. Juni | Carl Peter Johann von Le Fort             | Handelsherr, mecklenburgisch-schwerinscher Landrat und Klosterhauptmann im Kloster Dobbertin | 68    |       |
| 27. Juni | Louis Piette                              | französisch-preußischer Papierfabrikant, Erfinder, Verleger und Buchautor                    | 58    |       |
| 29. Juni | Gustav Heinrich von Biedermann            | deutscher Rittergutsbesitzer und Politiker, Abgeordneter des Sächsischen Landtags            | 73    |       |
| 29. Juni | Carl August Klindworth                    | deutscher Mechaniker                                                                         | 71    |       |
| 29. Juni | James Bowman Lindsay                      | schottischer Erfinder, Physiker sowie Astronom                                               | 62    |       |
| 30. Juni | Wilhelm Dilthey                           | nassauischer Beamter und Amtmann                                                             | 51    |       |
| 30. Juni | Julius Feifalik                           | böhmischer Germanist und Slawist                                                             | 29    |       |
| 30. Juni | Wilhelm von Spankeren                     | deutscher Beamter                                                                            | 64    |       |

## Juli
| Tag      | Name                                      | Beruf, bekannt als                                                                    | Alter | Beleg |
| -------- | ----------------------------------------- | ------------------------------------------------------------------------------------- | ----- | ----- |
| 2. Juli  | François Bertholet                        | Schweizer evangelischer Geistlicher                                                   | 48    |       |
| 2. Juli  | Hermann Moritz Garten                     | deutscher Jurist und Politiker, MdL (Königreich Sachsen)                              |       |       |
| 2. Juli  | Charles Mayer                             | deutscher Komponist und Pianist                                                       | 72    |       |
| 5. Juli  | Heinrich Georg Bronn                      | deutscher Geologe und Paläontologe                                                    | 62    |       |
| 5. Juli  | Pierre Nicolas Camille Jacquelin Du Val   | französischer Entomologe                                                              | 33    |       |
| 5. Juli  | Étienne-Denis Pasquier                    | französischer Staatsmann, Diplomat und Minister                                       | 95    |       |
| 6. Juli  | Jørgen Nielsen Møller                     | dänischer Jurist und Kaufmann                                                         | 60    |       |
| 7. Juli  | Friedrich Gauermann                       | österreichischer Maler und Grafiker                                                   | 54    |       |
| 8. Juli  | Georg Zacharias Platner                   | deutscher Kaufmann und Politiker, Initiator und Begründer der Bayerischen Ludwigsbahn | 80    |       |
| 8. Juli  | Hans Mathias Velschow                     | dänischer Historiker und Politiker, Mitglied des Folketing                            | 65    |       |
| 10. Juli | José Lúcio Travassos Valdez               | portugiesischer Staatsmann und Politiker aus der Zeit der Monarchie                   | 75    |       |
| 12. Juli | Friedrich Carl Burkart                    | deutscher Jurist und Politiker                                                        | 57    |       |
| 12. Juli | Robert B. Campbell                        | US-amerikanischer Politiker                                                           |       |       |
| 12. Juli | Johann Glaubrech                          | Landtagsabgeordneter und Richter Großherzogtum Hessen                                 | 62    |       |
| 13. Juli | Henricus Johannes van Buul                | alt-katholischer Bischof von Haarlem (1842–1862)                                      |       |       |
| 14. Juli | José Escolástico Andrino                  | salvadorianischer Komponist                                                           |       |       |
| 15. Juli | Henriette Hanke                           | Schriftstellerin der Spätromantik                                                     | 77    |       |
| 15. Juli | Alois Löcherer                            | bayerischer Fotograf                                                                  | 46    |       |
| 15. Juli | David Twiggs                              | General der US-Armee und der Konföderiertenarmee                                      |       |       |
| 15. Juli | Christian Friedrich Wehner                | deutscher Politiker, Bürgermeister von Chemnitz (1832–1846)                           | 87    |       |
| 17. Juli | Étienne Bouhot                            | französischer Maler                                                                   | 81    |       |
| 17. Juli | Carl Rau von und zu Holzhausen            | Jurist und Abgeordneter                                                               | 57    |       |
| 18. Juli | Stephen Fowler Hale                       | US-amerikanischer Politiker                                                           | 46    |       |
| 20. Juli | Moritz Karl August Axt                    | deutscher Altphilologe und Gymnasiallehrer                                            | 60    |       |
| 20. Juli | Johann Gottlieb Nörrenberg                | deutscher Physiker                                                                    | 74    |       |
| 23. Juli | Cydnor B. Tompkins                        | US-amerikanischer Politiker                                                           | 51    |       |
| 24. Juli | Georg Friedrich Heilmann                  | Schweizer Politiker und Oberst                                                        | 77    |       |
| 24. Juli | Martin Van Buren                          | US-amerikanischer Politiker, 8. Präsident der Vereinigten Staaten                     | 79    |       |
| 25. Juli | Reuel Williams                            | US-amerikanischer Politiker                                                           | 79    |       |
| 26. Juli | Johann Wilhelm Adolf Hansemann            | deutscher Geistlicher und Entomologe                                                  | 78    |       |
| 26. Juli | Elise Klingemann                          | deutsche Theaterschauspielerin und -leiterin                                          | 77    |       |
| 26. Juli | Max Uhlemann                              | deutscher Ägyptologe                                                                  | 33    |       |
| 27. Juli | Nicolaus Eckart                           | deutscher Politiker (Mitglied der Frankfurter Nationalversammlung)                    | 68    |       |
| 28. Juli | Georg Buol                                | Schweizer Politiker                                                                   | 75    |       |
| 28. Juli | Edmund Külp                               | deutscher Direktor der Höheren Gewerbschule in Darmstadt                              | 61    |       |
| 29. Juli | Theodor Lehmann                           | holsteinischer Politiker und Jurist                                                   | 37    |       |
| 30. Juli | Ernst August Gaertner                     | liberaler Politiker, Unternehmer, Deichhauptmann an der Mittelelbe und Philanthrop    | 68    |       |
| 30. Juli | Eugene O’Curry                            | irischer Hochschullehrer                                                              | 67    |       |
| 30. Juli | Thomas Stewart Traill                     | englischer Rechtsmediziner, Zoologe, Geologe, Chemiker                                | 80    |       |
| 31. Juli | Andreas Borgniet                          | römisch-katholischer Bischof, Chinamissionar, Jesuit                                  | 51    |       |
| 31. Juli | Karl Bernhard von Sachsen-Weimar-Eisenach | Reiseschriftsteller und Mathematiker                                                  | 70    |       |

## August
| Tag        | Name                                 | Beruf, bekannt als                                                                     | Alter | Beleg |
| ---------- | ------------------------------------ | -------------------------------------------------------------------------------------- | ----- | ----- |
| 2. August  | Ludwig Hellner                       | deutscher Architekt, evangelischer Konsistorialbaumeister                              | 70    |       |
| 2. August  | Ignaz Hofer                          | österreichischer Maler und Grafiker                                                    | 72    |       |
| 3. August  | Emil August von Dungern              | nassauischer Politiker und Staatsminister                                              | 59    |       |
| 3. August  | Ernst Friedrich Gerhard Fischer      | deutscher Musikdirektor, Pianist und Komponist                                         | 56    |       |
| 4. August  | Wilhelm von Haw                      | Oberbürgermeister von Trier (1818–1839)                                                | 78    |       |
| 5. August  | Karl Friedrich David von Lindheim    | preußischer General der Infanterie sowie Chef des Preußischen Militärkabinettes        | 70    |       |
| 5. August  | Felix de Muelenaere                  | belgischer Premierminister                                                             | 69    |       |
| 5. August  | Johann Christoph Winters             | Begründer des Hänneschen-Theater in Köln                                               | 89    |       |
| 6. August  | Valentin Rost                        | deutscher klassischer Philologe und Lexikograf                                         | 71    |       |
| 7. August  | William Turner of Oxford             | englischer Aquarellist                                                                 | 72    |       |
| 8. August  | Giovanni Battista Rosani             | italienischer Geistlicher, Kurienbischof und Leiter der Päpstlichen Diplomatenakademie | 74    |       |
| 9. August  | Johann Carl Gottlieb Arning          | Hamburger Senator und Jurist                                                           | 76    |       |
| 9. August  | Louis-Joseph Deleuil                 | französischer Wissenschaftler                                                          | 67    |       |
| 9. August  | Narcyz Olizar                        | Senator-Kastell des polnischen Königreichs, Mitglied des Sejm                          |       |       |
| 10. August | August von der Embde                 | deutscher Maler                                                                        | 81    |       |
| 10. August | Johann Heinrich Wiesmann             | evangelischer Theologe und Generalsuperintendent                                       | 63    |       |
| 11. August | Franz Peter Buhl                     | badischer Politiker und Winzer in Deidesheim                                           | 52    |       |
| 12. August | Johann Michael Ackner                | siebenbürgischer Archäologe und Naturforscher                                          | 80    |       |
| 12. August | Johann Friedrich August Cropp        | Hamburger Jurist                                                                       | 46    |       |
| 12. August | Nathan Gaither                       | US-amerikanischer Politiker                                                            | 73    |       |
| 13. August | Bénilde Romançon                     | französischer Ordensbruder und Heiliger der katholischen Kirche                        | 57    |       |
| 16. August | Heinrich Loose                       | deutsch-katholischer Prediger und Revolutionär 1848/49                                 | 50    |       |
| 16. August | Warren Winslow                       | US-amerikanischer Politiker                                                            | 52    |       |
| 17. August | Paul Hermann                         | deutscher Jurist und Politiker                                                         | 53    |       |
| 17. August | Johann Andreas Sprecher von Bernegg  | Schweizer Politiker                                                                    | 50    |       |
| 18. August | William Montgomery Churchwell        | US-amerikanischer Politiker                                                            | 36    |       |
| 18. August | Simon Fraser                         | schottisch-kanadischer Pelzhändler und Entdecker                                       |       |       |
| 18. August | Wilhelm Hülsemann                    | deutscher Jurist und Politiker                                                         | 50    |       |
| 18. August | Lemuel Jenkins                       | US-amerikanischer Jurist und Politiker                                                 | 72    |       |
| 18. August | Andrew Myrick                        | US-amerikanischer Händler, Auslöser eines Sioux-Aufstandes                             | 30    |       |
| 18. August | Wilhelm von Neuberg                  | k.k. Truchsess                                                                         | 60    |       |
| 19. August | Melchior Balluff                     | deutscher Apotheker und Kommunalpolitiker                                              | 83    |       |
| 20. August | Ernst Guhl                           | deutscher Kunsthistoriker, Hochschullehrer und Radierer                                | 43    |       |
| 20. August | Nikolaus Heinrich Julius             | deutscher Arzt, Reformer des Gefängniswesens in Preußen und Schriftsteller             | 78    |       |
| 20. August | John Lewis Ricardo                   | britischer Politiker und Unternehmer                                                   |       |       |
| 20. August | Eduard Pistorius                     | deutscher Genremaler und Radierer                                                      | 66    |       |
| 20. August | Franz Adolf Prohaska von Guelfenburg | österreichischer Adeliger und Offizier                                                 | 94    |       |
| 21. August | Carl Heymann                         | deutscher Verleger                                                                     | 68    |       |
| 21. August | Laval Nugent von Westmeath           | österreichischer Feldmarschall irischer Abstammung                                     | 84    |       |
| 22. August | August Edlbacher                     | österreichischer Politiker                                                             | 57    |       |
| 22. August | John Laporte                         | US-amerikanischer Politiker                                                            | 63    |       |
| 22. August | Ludwig von Ochs                      | Offizier und Abgeordneter                                                              | 58    |       |
| 22. August | Charles Wugk Sabatier                | kanadischer Pianist, Komponist und Musikpädagoge                                       | 42    |       |
| 23. August | Richard D. Gholson                   | US-amerikanischer Politiker                                                            | 58    |       |
| 23. August | Julius Hammer                        | deutscher Schriftsteller und Dichter                                                   | 52    |       |
| 23. August | Johann Adam Lemp                     | deutscher Brauer und Gründer der „Western Brewery“                                     | 69    |       |
| 23. August | Carl Friedrich von Marcus            | deutscher Arzt, Psychiater und Hochschullehrer                                         | 59    |       |
| 24. August | Johann Conrad Hillingh               | deutscher Politiker                                                                    | 56    |       |
| 25. August | Nathan D. Appleton                   | US-amerikanischer Jurist und Politiker                                                 | 68    |       |
| 27. August | Thomas Jefferson Hogg                | britischer Jurist und Schriftsteller                                                   | 70    |       |
| 27. August | Joseph W. Matthews                   | US-amerikanischer Politiker                                                            |       |       |
| 27. August | Henricus Egbertus Vinke              | niederländischer reformierter Theologe                                                 | 68    |       |
| 28. August | Albrecht Adam                        | deutscher Schlachtenmaler                                                              | 76    |       |
| 28. August | Karl Adolf von Wachsmann             | deutscher Schriftsteller                                                               | 74    |       |
| 29. August | Francesco Carlini                    | italienischer Astronom und Geodät                                                      | 79    |       |
| 29. August | John Hugh Means                      | US-amerikanischer Politiker (Demokratische Partei), Gouverneur von South Carolina      | 50    |       |
| 30. August | Charles-Bernard Desormes             | französischer Chemiker und Physiker                                                    | 85    |       |
| 30. August | Karl Georg Haldenwang                | deutscher evangelischer Pfarrer und Sozialreformer                                     | 58    |       |
| 31. August | Ignaz Aßmayer                        | österreichischer Komponist                                                             | 72    |       |
| 31. August | Samuel Breck                         | US-amerikanischer Politiker                                                            | 91    |       |

## September
| Tag           | Name                              | Beruf, bekannt als                                                                                            | Alter | Beleg |
| ------------- | --------------------------------- | --- | ----- | ----- |
| 1. September  | Isaac Ingalls Stevens             | US-amerikanischer General, Politiker und der erste Gouverneur des Washington-Territoriums (1853–1857)         | 44    |       |
| 3. September  | Hon’inbō Shūsaku                  | japanischer Go-Spieler                                                                                        | 33    |       |
| 4. September  | Zadok Casey                       | US-amerikanischer Politiker                                                                                   | 66    |       |
| 6. September  | Gustaf Erik Pasch                 | schwedischer Chemiker, Arzt, Erfinder                                                                         | 74    |       |
| 6. September  | Dorothea Trudel                   | Schweizer Seelsorgerin                                                                                        | 48    |       |
| 7. September  | Ludwig Schleiden                  | deutscher Porträt- und Historien- und Landschaftsmaler                                                        | 59    |       |
| 8. September  | Friedrich Hellwig                 | preußischer Ministerialbeamter                                                                                | 55    |       |
| 8. September  | Ignacio Zaragoza                  | mexikanischer General                                                                                         | 33    |       |
| 9. September  | Carl Friederichs                  | deutscher Richter und Abgeordneter des Oldenburger Landtags                                                   | 64    |       |
| 9. September  | Antonio Ligi Bussi                | italienischer Kurienerzbischof                                                                                | 62    |       |
| 10. September | Carlos Antonio López              | paraguayischer Politiker und Präsident von Paraguay (1844–1862)                                               | 71    |       |
| 11. September | Michael Greiner                   | österreichisch-deutscher Sänger und Schauspieler                                                              |       |       |
| 12. September | John Renshaw Thomson              | US-amerikanischer Politiker                                                                                   | 61    |       |
| 14. September | William Shepperd Ashe             | US-amerikanischer Politiker                                                                                   | 48    |       |
| 14. September | Richard Keith Call                | US-amerikanischer Politiker                                                                                   | 69    |       |
| 14. September | Samuel Garland junior             | Brigadegeneral der Konföderierten Staaten von Amerika im Sezessionskrieg                                      | 31    |       |
| 14. September | Henry H. Ross                     | US-amerikanischer Jurist und Politiker                                                                        | 72    |       |
| 14. September | Charles Pearson                   | britischer Politiker und Eisenbahnpionier                                                                     | 68    |       |
| 15. September | John Basil Lamar                  | US-amerikanischer Politiker                                                                                   | 49    |       |
| 15. September | Matthias H. Nichols               | US-amerikanischer Politiker                                                                                   | 37    |       |
| 15. September | Władysław Syrokomla               | polnisch-litauisch-weißrussischer Schriftsteller in polnischer Sprache                                        | 38    |       |
| 16. September | Boniface de Castellane            | französischer General und Marschall von Frankreich                                                            | 74    |       |
| 16. September | Joseph von Hefner                 | deutscher Historiker und Gymnasialprofessor                                                                   | 63    |       |
| 16. September | Johann Wilhelm Holle              | deutscher Lehrer                                                                                              | 59    |       |
| 17. September | Lawrence O’Bryan Branch           | US-amerikanischer Politiker, General der Konföderierten im Bürgerkrieg                                        | 41    |       |
| 18. September | Heinrich Keller                   | Schweizer Panoramazeichner und Kartograf                                                                      | 83    |       |
| 18. September | Carl Nicolaus Türrschmidt         | deutscher Hornist und Musiklehrer                                                                             | 85    |       |
| 19. September | Dorothea von Sagan                | Herzogin von Sagan, Prinzessin von Kurland und Semgallen, Herzogin von Dino, Herzogin von Talleyrand-Périgord | 69    |       |
| 19. September | Johann Philipp Zeller             | Pfälzer Mundartdichter                                                                                        | 38    |       |
| 20. September | William Haldimand                 | britischer Bankier und Politiker, Mitglied des House of Commons                                               | 78    |       |
| 20. September | Gioachimo Masa                    | Schweizer Arzt und Politiker                                                                                  | 79    |       |
| 20. September | Wladimir Iwanowitsch Steinheil    | russischer Oberst und Dekabrist                                                                               | 79    |       |
| 21. September | Luigi Taparelli d’Azeglio         | italienischer Jesuit                                                                                          | 68    |       |
| 21. September | Frederick Townsend Ward           | US-amerikanischer Abenteurer und Söldner                                                                      | 30    |       |
| 22. September | Heinrich Moritz Chalybäus         | deutscher Philosoph (Hegelianismus, Theismus)                                                                 | 66    |       |
| 22. September | Joseph Christian Hamel            | deutschstämmiger Arzt, Naturforscher und Technologe in russischen Diensten                                    | 74    |       |
| 22. September | Ferdinand Břetislav Mikovec       | tschechischer Theaterkritiker                                                                                 | 35    |       |
| 23. September | Edmé François Jomard              | französischer Geograph und Ägyptologe                                                                         | 84    |       |
| 24. September | Wilhelm Beck                      | österreichisch-ungarischer Zeichner                                                                           | 40    |       |
| 24. September | Dietrich Wilhelm Lindau           | deutscher Genre- und Landschaftsmaler sowie Zeichner                                                          | 63    |       |
| 24. September | Anton Martin Slomšek              | slowenischer geistlicher Schriftsteller                                                                       | 61    |       |
| 25. September | Karl Klingemann                   | deutscher Beamter, Diplomat und Schriftsteller                                                                | 63    |       |
| 25. September | Maria Antonie Gabriele von Koháry | ungarische Gräfin                                                                                             | 65    |       |
| 26. September | Jakiw Kucharenko                  | ukrainischer Ataman, Dichter und Anthropologe, Generalmajor der Kaiserlich Russischen Armee                   | 62    |       |
| 26. September | Hans Christian Petersen           | norwegischer Jurist, Beamter und Politiker                                                                    | 69    |       |
| 27. September | Henri Lebert                      | romantischer Maler                                                                                            | 67    |       |
| 28. September | Gustav Susemihl                   | deutscher Burschenschafter, Verwaltungsjurist in dänischen Diensten und Forty-Eighter                         | 65    |       |
| 30. September | Pierre-Marie Mermier              | französischer Priester, Gründer der Missionare des heiligen Franz von Sales                                   | 72    |       |
| 30. September | Jacob W. Miller                   | US-amerikanischer Politiker                                                                                   | 62    |       |
| September     | Ferdinand Adolph Wilda            | deutscher Agrarwissenschaftler                                                                                | 50    |       |

## Oktober
| Tag         | Name                                | Beruf, bekannt als                                                                                   | Alter | Beleg |
| ----------- | ----------------------------------- | --- | ----- | ----- |
| 1. Oktober  | Louis Fasquelle                     | US-amerikanischer Romanist und Fremdsprachendidaktiker französischer Herkunft                        | 54    |       |
| 3. Oktober  | James Whitley Deans Dundas          | britischer Admiral und Politiker                                                                     | 76    |       |
| 3. Oktober  | Lewis Steenrod                      | US-amerikanischer Politiker                                                                          | 52    |       |
| 4. Oktober  | Pleasant Adam Hackleman             | US-amerikanischer Rechtsanwalt, Richter, Politiker und Brigadegeneral der Nordstaaten im Bürgerkrieg | 47    |       |
| 4. Oktober  | Christian Gottfried von Schmidlin   | württembergischer Oberamtmann                                                                        | 73    |       |
| 6. Oktober  | Francisco Acuña de Figueroa         | uruguayischer Schriftsteller                                                                         |       |       |
| 6. Oktober  | John Curtis                         | britischer Entomologe und Illustrator                                                                | 71    |       |
| 7. Oktober  | Josefa Lang                         | deutsche Theaterschauspielerin                                                                       |       |       |
| 8. Oktober  | Thomas Brown                        | britischer Naturforscher (Ornithologe und Malakologe)                                                |       |       |
| 8. Oktober  | James Streshly Jackson              | US-amerikanischer Offizier und Politiker                                                             | 39    |       |
| 8. Oktober  | Johannes Rösing                     | deutscher Kaufmann und Bremer Politiker, MdBB                                                        | 69    |       |
| 8. Oktober  | James Walker                        | schottischer Bauingenieur                                                                            | 81    |       |
| 9. Oktober  | Joseph Fischer                      | deutscher Sänger und Komponist                                                                       |       |       |
| 10. Oktober | Ludwig Cretzschmar                  | Landtagsabgeordneter Großherzogtum Hessen                                                            | 70    |       |
| 10. Oktober | Ludwig Hassenpflug                  | kurhessischer Jurist und Politiker                                                                   | 68    |       |
| 10. Oktober | Franz Michael Permaneder            | deutscher katholischer Theologe und Kanonist                                                         | 68    |       |
| 10. Oktober | Moriz von Spies                     | bayerischer Generalmajor und Kriegsminister                                                          | 56    |       |
| 11. Oktober | Dietrich Georg von Kieser           | deutscher Mediziner und Psychiater                                                                   | 83    |       |
| 14. Oktober | Helmuth von Blücher                 | deutscher Chemiker und Pharmazeut                                                                    | 57    |       |
| 14. Oktober | Johann Gottlob Erdmann Föhlisch     | deutscher Pädagoge                                                                                   | 84    |       |
| 14. Oktober | Friedrich Rudolf Hasse              | deutscher Geistlicher, Pädagoge und Theologe                                                         | 54    |       |
| 14. Oktober | Karl Wilhelm Ludwig Pappe           | deutscher Botaniker                                                                                  |       |       |
| 15. Oktober | Eduard Petitpierre                  | Berliner Optiker, Feinmechaniker und Daguerreotypist                                                 | 73    |       |
| 16. Oktober | George Burgwyn Anderson             | General der Konföderierten Staaten von Amerika im Amerikanischen Bürgerkrieg                         | 31    |       |
| 16. Oktober | Johann Baptist Bader                | badischer Jurist und Politiker                                                                       | 74    |       |
| 16. Oktober | Alexander Haindorf                  | Mediziner, Publizist und jüdischer Reformer                                                          | 78    |       |
| 17. Oktober | Leopold Ernst                       | österreichischer Architekt                                                                           | 54    |       |
| 17. Oktober | Patrick Gaines Goode                | US-amerikanischer Politiker                                                                          | 64    |       |
| 17. Oktober | Charles Tillinghast James           | US-amerikanischer Politiker                                                                          | 57    |       |
| 18. Oktober | Johann Heinrich Plattner            | Schweizer Politiker                                                                                  | 67    |       |
| 19. Oktober | Theobald von Zollikofer             | Schweizer Geologe                                                                                    |       |       |
| 20. Oktober | Johann Karl August Gregor Müglich   | deutscher Theologe                                                                                   | 69    |       |
| 20. Oktober | Eduard von Oriola                   | preußischer Generalleutnant                                                                          | 53    |       |
| 20. Oktober | François Sudre                      | französischer Musiklehrer und Erfinder der musikalischen Plansprache Solresol                        | 75    |       |
| 21. Oktober | Benjamin Collins Brodie             | britischer Chirurg und Anatom                                                                        | 79    |       |
| 23. Oktober | Blanka Teleki                       | ungarische Künstlerin, Bildungsreformerin und Frauenrechtlerin                                       | 56    |       |
| 26. Oktober | Marie zu Mecklenburg                | Herzogin zu Mecklenburg, durch Heirat Herzogin von Sachsen-Altenburg                                 | 59    |       |
| 27. Oktober | Friedrich Matthias Jacobus Claudius | deutscher Jurist und Ratsherr                                                                        | 73    |       |
| 28. Oktober | Giovanni Battista Ramelli           | Schweizer Politiker                                                                                  | 54    |       |
| 29. Oktober | Abraham Joseph Reiss                | deutscher Rabbiner; erster offizieller Rabbiner in den USA                                           |       |       |
| 30. Oktober | Friedrich Ludwig Klipstein          | Landtagsabgeordneter und Richter Großherzogtum Hessen                                                | 63    |       |
| 31. Oktober | Samuel Sherwood                     | US-amerikanischer Jurist und Politiker                                                               | 83    |       |

## November
| Tag          | Name                                    | Beruf, bekannt als                                                    | Alter | Beleg |
| ------------ | --------------------------------------- | --------------------------------------------------------------------- | ----- | ----- |
| 1. November  | Jakob Hölscher                          | deutscher Unternehmer und Verleger                                    | 64    |       |
| 3. November  | William Sydney Wilson                   | US-amerikanischer Politiker der Konföderierten Staaten                | 45    |       |
| 5. November  | Andreas Gau                             | katholischer Theologe, Dozent, Subregens, Stiftsherr                  | 62    |       |
| 6. November  | Nicola Caputo                           | italienischer römisch-katholischer Geistlicher, Bischof von Lecce     | 88    |       |
| 6. November  | August Wilhelm Hedenus                  | deutscher Schriftsteller und Arzt                                     | 64    |       |
| 6. November  | Brodie McGhie Willcox                   | britischer Reeder                                                     | 77    |       |
| 7. November  | Bahadur Shah II.                        | letzter Großmogul von Indien (1838–1858)                              | 87    |       |
| 7. November  | Franz Josef Hartlaub                    | erster Bezirksamtmann Marktheidenfelds                                | 53    |       |
| 7. November  | Hieronymus von Klebelsberg zu Thumburg  | österreichischer Jurist, Politiker und Landeshauptmann von Tirol      | 62    |       |
| 7. November  | Charles Mozin                           | französischer Maler                                                   | 56    |       |
| 10. November | Jonas A. Hughston                       | US-amerikanischer Jurist und Politiker                                |       |       |
| 11. November | Karl von Culoz                          | österreichischer Feldzeugmeister und Theresienritter                  | 76    |       |
| 11. November | James Madison Porter                    | US-amerikanischer Kriegsminister                                      | 69    |       |
| 12. November | Christian Gottlob Barth                 | deutscher evangelischer Pfarrer, Pietist, Schriftsteller und Verleger | 63    |       |
| 13. November | Ludwig Uhland                           | deutscher Jurist, Dichter und Politiker                               | 75    |       |
| 15. November | Charlotte Paulsen                       | deutsche Sozialreformerin und Frauenrechtlerin                        | 65    |       |
| 15. November | Johann Karl Christoph Vogel             | deutscher Theologe und Pädagoge                                       | 67    |       |
| 16. November | William B. Preston                      | US-amerikanischer Politiker                                           | 56    |       |
| 17. November | Jacob-Elisée Cellérier                  | Schweizer evangelischer Geistlicher und Hochschullehrer               | 76    |       |
| 17. November | Leopold Kupelwieser                     | österreichischer Maler                                                | 66    |       |
| 17. November | Ramsay Richard Reinagle                 | englischer Landschafts-, Porträt- und Tiermaler                       | 87    |       |
| 17. November | Gotthold Salomon                        | Rabbiner, Mitbegründer des Reformjudentums                            | 78    |       |
| 17. November | Alexei Nikolajewitsch Werstowski        | russischer Komponist                                                  | 63    |       |
| 18. November | Franz Kink                              | österreichischer Pionier in der Zementerzeugung                       | 72    |       |
| 23. November | Friedrich Wilhelm Heise                 | Verwaltungsjurist und Königlich Hannoverscher Landdrost               | 71    |       |
| 24. November | Luther Hanchett                         | US-amerikanischer Politiker                                           | 37    |       |
| 24. November | Illarion Illarionowitsch Wassiltschikow | russischer General und Generalgouverneur                              | 57    |       |
| 26. November | Dionys Ganter                           | deutscher Maler                                                       | 64    |       |
| 26. November | Augustus Rhodes Sollers                 | US-amerikanischer Politiker                                           | 48    |       |
| 27. November | Ernst Gotthilf Bosse                    | deutschbaltischer Historien- und Porträtmaler                         | 77    |       |
| 27. November | Curt Victor Clemens Grolig              | deutscher Landschafts- und Marinemaler                                |       |       |
| 28. November | Julius Theodor Engel                    | deutscher Richter und Parlamentarier                                  | 55    |       |
| 28. November | James Irvin                             | US-amerikanischer Politiker                                           | 62    |       |
| 28. November | Charles Wimar                           | deutsch-US-amerikanischer Maler                                       | 34    |       |
| 30. November | James Sheridan Knowles                  | irischer Schauspieler und dramatischer Dichter                        | 78    |       |
| 30. November | Wilhelm Ulrich von Thun                 | preußischer Infanteriegeneral und Gesandter                           | 78    |       |

## Dezember
| Tag          | Name                                   | Beruf, bekannt als                                                             | Alter | Beleg |
| ------------ | -------------------------------------- | ------------------------------------------------------------------------------ | ----- | ----- |
| 1. Dezember  | Agustín Durán                          | spanischer Literaturwissenschaftler                                            | 73    |       |
| 2. Dezember  | Carl Arnold Paulsen                    | dänischer Maler                                                                |       |       |
| 4. Dezember  | Charles Dunoyer                        | französischer Nationalökonom                                                   | 76    |       |
| 4. Dezember  | Timothy O’Brien                        | irischer Kaufmann und Politiker                                                |       |       |
| 5. Dezember  | Aloys Henhöfer                         | deutscher Theologe                                                             | 73    |       |
| 5. Dezember  | Bernhard Zeerleder                     | Schweizer konservativer Politiker und Mitglied der Patrizierfamilie Zeerleder  |       |       |
| 6. Dezember  | Claiborne Fox Jackson                  | US-amerikanischer Politiker                                                    | 56    |       |
| 7. Dezember  | Sylvester Churchill                    | US-amerikanischer Offizier                                                     | 79    |       |
| 7. Dezember  | Louis Doutrelepont                     | Lederwarenfabrikant, Bürgermeister von Malmédy und Abgeordneter                | 90    |       |
| 7. Dezember  | Johannes Christian Ebersbach           | deutscher Politiker                                                            | 63    |       |
| 7. Dezember  | Heinrich August von Helldorff          | preußischer Offizier                                                           | 68    |       |
| 7. Dezember  | Carl Friedrich Schenck zu Schweinsberg | kurhessischer Forstmeister und Gutsbesitzer                                    | 55    |       |
| 8. Dezember  | Pierre-Théodore Verhaegen              | belgischer Rechtshistoriker, Richter und Rechtsanwalt                          | 66    |       |
| 9. Dezember  | William Owsley                         | US-amerikanischer Politiker                                                    | 80    |       |
| 10. Dezember | Philemon Dickerson                     | US-amerikanischer Politiker                                                    | 74    |       |
| 11. Dezember | Victoriano Castellanos Cortés          | Präsident von Honduras                                                         | 67    |       |
| 12. Dezember | Bartow White                           | US-amerikanischer Arzt und Politiker                                           | 86    |       |
| 13. Dezember | Thomas Reade Rootes Cobb               | General der Konföderierten Staaten im Amerikanischen Bürgerkrieg               | 39    |       |
| 13. Dezember | Conrad Feger Jackson                   | US-amerikanischer Brigadegeneral der Nordstaaten im Amerikanischen Bürgerkrieg | 49    |       |
| 13. Dezember | Franz Jakob Nessel                     | Landtagsabgeordneter Großherzogtum Hessen                                      | 54    |       |
| 14. Dezember | Heinrich Döring                        | deutscher Schriftsteller, Theologe und Mineraloge                              | 73    |       |
| 16. Dezember | Wilhelm Otto von Glasenapp             | kaiserlich russischer Generalleutnant                                          | 76    |       |
| 16. Dezember | William Hawkins Polk                   | US-amerikanischer Politiker                                                    | 47    |       |
| 16. Dezember | Ewald Rudolf Stier                     | deutscher evangelisch-lutherischer Theologe und Kirchenlieddichter             | 62    |       |
| 16. Dezember | Georg von Stülpnagel                   | preußischer Generalleutnant                                                    | 77    |       |
| 17. Dezember | Karl Arnold-Obrist                     | Bischof von Basel                                                              | 66    |       |
| 17. Dezember | Josef Franz Natterer                   | österreichischer Mediziner und ein Forschungsreisender                         | 43    |       |
| 17. Dezember | Constantin von Waldburg-Zeil           | deutscher Adliger und Mitglied der Frankfurter Nationalversammlung             | 55    |       |
| 18. Dezember | Lot Clark                              | US-amerikanischer Jurist und Politiker                                         | 74    |       |
| 18. Dezember | Johnson Kelly Duncan                   | Brigadegeneral der Konföderierten im Sezessionskrieg                           | 35    |       |
| 19. Dezember | Abraham Solomon                        | britischer Maler                                                               | 39    |       |
| 20. Dezember | Jakob Blendermann                      | deutscher Pädagoge                                                             | 79    |       |
| 20. Dezember | Robert Knox                            | schottischer Arzt, Naturwissenschaftler und Reisender                          | 71    |       |
| 20. Dezember | James Pearce                           | US-amerikanischer Politiker                                                    | 57    |       |
| 21. Dezember | Karl Kreil                             | österreichischer Astronom und Meteorologe                                      | 64    |       |
| 21. Dezember | Karl Rümker                            | deutscher Astronom                                                             | 74    |       |
| 22. Dezember | Justus Georg Kahlert                   | deutscher Politiker, Bürgermeister von Darmstadt (1848–1862)                   | 62    |       |
| 23. Dezember | John Preston Martin                    | US-amerikanischer Politiker                                                    | 51    |       |
| 24. Dezember | Christian Weuste                       | Bürgermeister von Mülheim an der Ruhr                                          | 73    |       |
| 25. Dezember | Joshua Hall                            | Gouverneur von Maine                                                           | 94    |       |
| 25. Dezember | Mychajlo Petrenko                      | ukrainischer Poet und Dramatiker                                               | 45    |       |
| 25. Dezember | Adolph Kullak                          | deutscher Pianist und Musikschriftsteller                                      | 39    |       |
| 27. Dezember | Michel Goudchaux                       | französischer Journalist und Staatsmann                                        | 65    |       |
| 27. Dezember | Carl Wilderich von Walderdorff         | Staatsminister des Herzogtums Nassau                                           | 63    |       |
| 28. Dezember | Georg Theodor Chiewitz                 | schwedisch-finnischer Architekt und Bauingenieur der Neugotik                  | 47    |       |
| 28. Dezember | Ignaz Tomaselli                        | österreichischer Sänger (Bariton) und Schauspieler                             |       |       |
| 29. Dezember | Johann Jacob Lang                      | deutscher Rechtswissenschaftler und Hochschullehrer                            | 61    |       |
| 29. Dezember | Michael Friedrich Kowalzig             | preußischer Generalleutnant                                                    | 82    |       |
| 29. Dezember | François-Nicolas-Madeleine Morlot      | Erzbischof von Paris                                                           | 67    |       |
| 29. Dezember | Eduard Winkler                         | deutscher Botaniker                                                            |       |       |
| 30. Dezember | Johann Moritz David Herold             | deutscher Arzt und Anatom, Professor der Medizin, Zoologie und Naturgeschichte | 72    |       |
| 31. Dezember | Josef Stecher                          | Adjutant von Major Martin Teimer während des Tiroler Aufstandes von 1809       | 87    |       |

## Datum unbekannt
| Tag | Name                                | Beruf, bekannt als                                      | Alter | Beleg |
| --- | ----------------------------------- | ------------------------------------------------------- | ----- | ----- |
|     | Joseph-Alphonse Adhémar             | französischer Mathematiker                              |       |       |
|     | Carlos Anaya                        | uruguayischer Politiker, Präsident von Uruguay          |       |       |
|     | Bonaventura Carles Aribau           | katalanischer Poet und Gelehrter                        |       |       |
|     | Louis Alfred Becquerel              | französischer Physiker und Mediziner                    |       |       |
|     | Franz Anton Bracht                  | Beamter und Politiker                                   |       |       |
|     | Johann Josef Brunner                | Schweizer Messinstrumentenbauer und Mechaniker          |       |       |
|     | Carl Degenkolb                      | deutscher Unternehmer, Politiker und Sozialreformer     |       |       |
|     | Carl Diehl                          | deutscher Politiker                                     |       |       |
|     | Hermann Dreymann                    | deutscher Orgelbauer                                    |       |       |
|     | Friedrich Christian Diederich Gaede | deutsch-englischer Porträtmaler                         |       |       |
|     | Ernst Hellwag                       | deutscher Verwaltungsjurist und Autographensammler      |       |       |
|     | Otto Julius Inkermann               | deutscher Schriftsteller und Buchhändler                |       |       |
|     | Stamatios Kleanthis                 | griechischer Architekt                                  |       |       |
|     | François Liénard de la Mivoye       | französisch-mauritischer Naturforscher und Ichthyologe  |       |       |
|     | Auguste Manet                       | französischer Jurist und Vater des Malers Édouard Manet |       |       |
|     | José Mascareñas                     | Parteigänger des Carlismus und bolivianischer Diplomat  |       |       |
|     | Thomas L. Moore                     | US-amerikanischer Politiker                             |       |       |
|     | Georg Christian Nanne               | deutscher Verwaltungsjurist                             |       |       |
|     | Eugénie Puricelli                   | deutsche Stifterin                                      |       |       |
|     | Maximilian Roch                     | deutscher Landschafts- und Vedutenmaler                 |       |       |
|     | Maria Sargany                       | Theaterschauspielerin                                   |       |       |
|     | Gustav Heinrich Selig               | deutscher Befreiungskämpfer und Verwaltungsjurist       |       |       |
|     | Shiraishi Nagatada                  | japanischer Mathematiker                                |       |       |
|     | John Thomas                         | britischer Bildhauer und Architekt                      |       |       |
|     | Johann Gottlob Trautschold          | sächsischer Pfarrer, Theologe, Pädagoge und Dichter     |       |       |
|     | Johann Nepomuk Tröndlin             | deutscher Klavierbauer                                  |       |       |
| Mai | Sachar Grigorjewitsch Tschernyschow | russischer Rittmeister und Dekabrist                    | 65    |       |
|     | Dionysios Tsokos                    | griechischer Maler                                      |       |       |
|     | Friedrich Wagner                    | Freiburger Bürgermeister                                |       |       |
|     | Karl Wilke                          | deutscher Theaterschauspieler                           |       |       |
|     | Elise Zöllner                       | österreichische Schauspielerin und Sängerin             |       |       |